# بول أوغورزو
بول أوغورزو (29 سبتمبر 1912 - 26 يوليو 1941)، كان قاتلًا متسللاً ومغتصبًا ألمانيًا، يُعرف باسم S-Bahn Murderer، أدين بقتل ثماني نساء في برلين في الحقبة النازية بين أكتوبر 1940 ويوليو 1941.
خلال ذروة الحرب العالمية الثانية، تم توظيفه بواسطة Deutscheدويتشه رايخسبان، وكان يعمل في نظام السكك الحديدية للركاب برلين إس باهن في برلين. مستغلًا قطع التيار الكهربائي الروتيني في زمن الحرب، والذي يهدف إلى عرقلة قصف الحلفاء لبرلين، ارتكب الاغتصاب المسلسل والقتل ضد النساء في المدينة على مدى تسعة أشهر حتى اعتقاله من قبل إدارة التحقيقات الجنائية. تم إعدامه في سجن بلوتزينسي.

## خلفية

### حياته
ولد بول في 29 سبتمبر 1912 في قرية Muntowen، شرق بروسيا، الإمبراطورية الألمانية (Muntowo الحالية، بولندا) ، الطفل غير الشرعي لماري ساجا، عامل مزرعة. ملأ والد ساجا لاحقًا شهادة ميلاد حفيده الجديد، ووضع علامة عليها بثلاث صلبان واسم ولادة الطفل: بول ساجا.   في عام 1924، اعتمد يوهان أوغورزو، وهو مزارع في هافيلاند، الساجا البالغة من العمر 12 عامًا. عمل في البداية كعامل في مزرعة والده بالتبني ووجد بعد ذلك عملاً مع مسبك فولاذ في براندنبورغ أن دير دير هافيل.